# Ghost Story (film din 1974)
Poveste cu fantome (în engleză Ghost Story, cunoscut și ca Madhouse Mansion (Casa de nebuni) sau Asylum of Blood (Azilul sângelui)) este un film britanic de mister din 1974 scris și regizat de Stephen Weeks. În rolurile principale au interpretat actorii Marianne Faithfull, Leigh Lawson, Larry Dann și Anthony Bate.
Cu toate că are loc în Anglia, a fost filmat aproape în întregime în India, o mare parte a scenelor în Palatul Bangalore, deținut de Maharajahul de Mysore. Filmul oferă o performanță rară a actorului Vivian MacKerrell, care a fost mai târziu inspirația pentru Withnail în filmul lui Bruce Robinson Withnail and I (1987). Povestea și scenariul sunt scrise de Philip Norman, Rosemary Sutcliff și Stephen Weeks, iar muzica este compusă de Ron Geesin.

## Distribuție
- Anthony Bate – Dr. Borden
- Larry Dann – Talbot
- Marianne Faithfull – Sophy Kwykwer
- Sally Grace – fată
- Penelope Keith – Rennie
- Leigh Lawson – Robert
- Vivian MacKerrell – Duller
- Murray Melvin – McFayden
- Barbara Shelley – matronă